# UK Athletics
UK Athletics – brytyjska narodowa federacja lekkoatletyczna. Siedziba związku znajduje się w Birmingham. Prezesem jest Lynn Davies. Federacja jest jednym z członków European Athletics. 
UK Athletics został założony w styczniu 1999 roku w miejsce Brytyjskiej Federacji Lekkiej Atletyki, która zakończyła swoją działalność w roku 1997. Celami nowej struktury są m.in. bieżące informowanie klubów na terenie całego kraju o nadchodzących zmianach oraz stworzenie zintegrowanego ciała zarządzającego, wspierającego UKA jako całość.